# Paludinella conica
Paludinella conica là một loài ốc nhỏ sống ở đầm ngập mặn có nắp, là động vật thân mềm chân bụng sống dưới nước trong họ Assimineidae. Loài này có ở Guam và quần đảo Bắc Mariana.